# Чаплинка
Чаплинка (на украински: Чаплинка) е селище от градски тип в Южна Украйна, Чаплински район на Херсонска област. Основано е през 1794 година. Населението му е около 10543 души.